# Liste der Wiener Parks und Gartenanlagen
In Wien gibt es um die tausend Parks sowie zahlreiche weitere öffentliche Grünflächen und Gartenanlagen, die insgesamt eine Fläche von 126 km² ergeben, was mehr als 30 % der Fläche des Wiener Stadtgebiets entspricht. Diese Grünflächen sind von sehr unterschiedlicher Größe und Bedeutung. Es gibt sehr viele kleine Flächen in Straßenzwickeln oder Baulücken, die umgangssprachlich als Beserlpark bezeichnet werden, aber auch Flächen wie den Prater mit etwa 6 km² oder die 21 Kilometer lange Donauinsel, die bedeutende Naherholungsgebiete sind. Die vielen Grünanlagen führten dazu, dass Wien im Jahr 2020 von der Beratungsgruppe Resonance Consultancy zur grünsten Stadt der Welt gekürt wurde.

## Überblick
Nach der Eröffnung des Zentralfriedhofs 1874 wurden die fünf Wiener Kommunalfriedhöfe geschlossen. Vier davon wurden in den 1920er Jahren ganz oder teilweise in Parkanlagen umgewandelt, in einigen Fällen konnten dabei Grabsteine prominenter Persönlichkeiten erhalten bleiben. Die Gräber am Sankt Marxer Friedhof wurden bis auf wenige Ausnahmen nicht umgebettet bzw. aufgelassen, er wurde unter Denkmalschutz gestellt und 1937 der Öffentlichkeit als Parkanlage zugänglich gemacht.
Nicht alle Grünflächen werden gärtnerisch gestaltet, es gibt auch die zunehmend populäre Form der Stadtwildnis.

## Benannte Parks nach Bezirken
Ein Teil der Parks ist benannt, darunter sind aber auch die größten und bekanntesten Parks der Stadt, während unbenannte Parks meist in der Form Parkanalage (Verkehrsfläche an der sie liegt) genannt werden, einige davon haben aber umgangssprachliche Namen, die sich meist auch auf die Namen der Verkehrsflächen beziehen. Die benannten Parks werden in den folgenden, nach Bezirken geordneten Listen geführt. Objekte, durch die eine Bezirksgrenze geht, werden in beiden Bezirken aufgelistet.
Es werden dabei auch Objekte der Österreichischen Bundesgärten aufgeführt: Burggarten, Volksgarten (beide im 1. Bezirk), Augarten (2.), Belvederegarten (3.) und Schlosspark Schönbrunn (13.).
- 1.: Liste der Wiener Parks und Gartenanlagen/Innere Stadt
- 2.: Liste der Wiener Parks und Gartenanlagen/Leopoldstadt
- 3.: Liste der Wiener Parks und Gartenanlagen/Landstraße
- 4.: Liste der Wiener Parks und Gartenanlagen/Wieden
- 5.: Liste der Wiener Parks und Gartenanlagen/Margareten
- 6.: Liste der Wiener Parks und Gartenanlagen/Mariahilf
- 7.: Liste der Wiener Parks und Gartenanlagen/Neubau
- 8.: Liste der Wiener Parks und Gartenanlagen/Josefstadt
- 9.: Liste der Wiener Parks und Gartenanlagen/Alsergrund
- 10.: Liste der Wiener Parks und Gartenanlagen/Favoriten
- 11.: Liste der Wiener Parks und Gartenanlagen/Simmering
- 12.: Liste der Wiener Parks und Gartenanlagen/Meidling
- 13.: Liste der Wiener Parks und Gartenanlagen/Hietzing
- 14.: Liste der Wiener Parks und Gartenanlagen/Penzing
- 15.: Liste der Wiener Parks und Gartenanlagen/Rudolfsheim-Fünfhaus
- 16.: Liste der Wiener Parks und Gartenanlagen/Ottakring
- 17.: Liste der Wiener Parks und Gartenanlagen/Hernals
- 18.: Liste der Wiener Parks und Gartenanlagen/Währing
- 19.: Liste der Wiener Parks und Gartenanlagen/Döbling
- 20.: Liste der Wiener Parks und Gartenanlagen/Brigittenau
- 21.: Liste der Wiener Parks und Gartenanlagen/Floridsdorf
- 22.: Liste der Wiener Parks und Gartenanlagen/Donaustadt
- 23.: Liste der Wiener Parks und Gartenanlagen/Liesing

## Sonstige Anlagen des Stadtgartenamtes
Neben den Parks und Gartenanlagen im eigentlichen Sinn gibt es auch Einrichtungen, die zu deren Infrastruktur gehören und ebenfalls vom Wiener Stadtgartenamt betrieben werden. Auch der Schulgarten mit dem Gartenbaumuseum ist hier einbezogen.
| Name                       | Bild | Standort                    | Jahr der Errichtung | Fläche in m² | Bauten | Kunstobjekte                                                       | Anmerkungen |
| -------------------------- | ---- | --------------------------- | ------------------- | ------------ | --- | ------------------------------------------------------------------ | --- |
| Baumschulen Mauerbach      |      | Mauerbachstraße Koordinaten | 1969                | 180.000      | |                                                                    | |
| Blumengärten Hirschstetten |      | Quadenstraße Koordinaten    | 1952                | 146.000      | Glashäuser, Bauten zu den Themengärten (u. a. ein pannonischer Bauernhof) | Wandbild „Tulpen“ aus Leuchtstoffröhren (Köhl, 1957)               | Bis 2002 Städtischer Reservegarten genannt, Glashäuser und Tulpenwandbild unter Schutz                                                        |
| Schulgarten Kagran         |      | Siebeckstraße Koordinaten   | 1928                | 60.000       | Orangerie (1912, heute Österreichisches Gartenbaumuseum), Historisches Pförtnerhaus (ehemaliger Heizungsabgang der Rothschildgärten in Döbling), Hochzeitspavillon (Pavillon von der Weltausstellung 1873), Kleingartenhütte von 1916 | Mosaik Blumengöttin Flora und Gärtnergott Vertumnus (Leherb, 1959) | Ausbildungsstätte der Berufsschule für Gartenbau und Floristik, jedoch zu bestimmten Zeiten öffentlich zugänglich. Leherb-Mosaik unter Schutz |